# 米奇·達菲
米高·「米奇」·達菲（英語：Michael "Mickey" Duffy，本名威廉·米高·卡西克 (William Michael Cusick)；1888年—1931年8月30日）也被稱為約翰·墨菲（John Murphy）和喬治·麥克尤恩（George McEwen），是一名在禁酒令期間的波蘭裔美國黑幫，以及馬克斯·霍夫的競爭對手。他成為費城和大西洋城最有名和最強大的啤酒私酒販之一。

## 生涯
本名是威廉·米高·卡西克，出生在賓夕凡尼亞州費城Grays Ferry的波蘭移民，他改了他的名字，以適應在費城的愛爾蘭幫派。達菲在年輕時參與輕微偷竊和其他輕罪，在青少年期間犯了更嚴重的罪行，包括武裝搶劫和劫持，然後於禁酒令期間進行走私非法私酒。
1919年5月，達菲因意圖襲擊和毆打殺人而被捕，在費城的東州教養所中服役兩年零十一個月。出獄後，禁酒令變成法律，而有組織犯罪集團開始走私、製造和銷售非法酒精。他出獄後不久便與Edith Craig結婚。

### 勢力崛起
到1920年代初，達菲已經成為在德拉瓦山谷最佔支配地位的私酒販之一，擁有在費城、肯頓和南澤西的啤酒廠。他的合夥人包括前競爭對手Max Hassel、Harry Green、James Richardson、Charles Bodine和Nicholas Delmore，盡管他在整個十年中打算經常與對手鬥爭，例如馬克斯·霍夫和Bailey兄弟。
在此期間，達菲擴展到合法的生意，包括擁有幾個著名的俱樂部，其中包括1924年在費城的23街和栗樹街（Chestnut streets）的Perkin和時髦的Club Cadix。他在舊的麗思卡爾頓酒店（Ritz-Carlton hotel）經營他的私酒和彩票賭博生意。達菲曾在1927年2月25日晚間離開Club Cadix時被Francis Bailey和Peter Ford槍擊了三次。他的保鏢John Bricker被殺，而俱樂部的看門人Earl Brown也受傷。這次槍擊事件是在費城黑社會中使用湯普森衝鋒鎗的第一個事例。達菲在費城的赫尼曼醫院接受治療，並返回他的私酒生意。
在1920年代中期，達菲的暴力手段使他與以雷丁作基地的私酒販Max Hassel發生衝突。與瓦克西·戈登一起，Hassel控制了在賓夕凡尼亞州和新澤西北部的一些啤酒廠。好鬥的達菲強行進入有利可圖的澤西州地盤，迫使Hassel把一間啤酒廠交給他。
達菲從啤酒和彩票賭博生意中獲得了巨大的利潤，到了1930年，他為自己和他的妻子Edith在賓夕凡尼亞州的佩恩懷恩建造了一個豪宅。達菲的家在第77街對面佩恩懷恩的城市線一側。由McWilliams & Maloney公司以地中海別墅風格建造，結構的兩側有白色加上綠色薩堤爾（satyrs），以及有黑色棕櫚樹畫在正立面上。
一名禁酒局探員John Finiello （页面存档备份，存于）於1930年9月19日在新澤西州伊麗莎白其中一間達菲的啤酒廠進行突擊搜查時被殺害，其後當地政府便開始打擊達菲的犯罪業務，造成他的伙伴之間的一些敵意，包括他的保鏢和司機Joseph Beatty。

## 逝世
達菲於1931年8月31日住在大西洋城的大使酒店時，被不知名的襲擊者開槍殺死。雖然案件仍未解決，但當時當局懷疑被指控的襲擊者可能是對達菲有所不滿的合夥人，並且密謀奪取達菲的私酒業務的控制權。
最初，黑手黨成員和未來的拳擊推廣人，盧切斯犯罪家族的法蘭基·卡爾博被指控謀殺達菲，但由於缺乏證據，在提供了不在場證明後沒有被起訴。
在幾個月內，據稱涉及的兩個人Samuel E. Grossman和Albert Skale，在1931年12月在瓦茨街（Watts Street）和吉拉德大道的一間俱樂部裡被槍殺，開始了在費城黑社會的不同幫派之間的暴力浪潮。
他被下葬在費城的摩利亞山公墓。達菲的葬禮是一個大事。數以千計的人湧向公墓，但警察封鎖線將他們擋在入口外。達菲的朋友和家人需要特別通行證才可進入。

## 流行文化
HBO電視劇《酒私風雲》中的虛構角色米奇·道爾就是根據米奇·達菲而創作出來的，由保羅·斯帕克斯飾演。